# The Simpsons Spin-Off Showcase
«The Simpsons Spin-Off Showcase» (рус. Продолжение Симпсонов) — двадцать четвертый эпизод восьмого сезона мультсериала «Симпсоны». Впервые вышел в эфир 11 мая 1997 года.

## Сюжет
Вниманию телезрителей предстает Трой Макклюр, который уже был ведущим в «138, специальном выпуске» сериала. На сей раз он представляет три спин-оффа (продолжения) идущего уже восемь лет (на момент выпуска данной серии) шоу «Симпсоны»:

### Chief Wiggum, P.I.
(рус. Шеф Виггам, Частный Детектив)
В этом спин-оффе в главных ролях показаны Шеф Виггам, Директор Скиннер и Ральф. Виггам приезжает в Новый Орлеан с целью «очистить город» от преступности. Но новому детективу здесь не рады. Некий криминальный авторитет Папаша похищает Ральфа прямо из-под носа у спрингфилдского шефа полиции. Но Виггам находит Папашу на карнавале (там же появляются Симпсоны, чтобы помочь Виггаму). Наконец он добирается до дома Папаши, но тот бросает Ральфа в Виггама и сбегает. Шеф полиции уверен, что они еще когда-то встретятся.

### The Love-matic Grampa
(рус. Любвеобильный Дедушка)
Героями этого спин-оффа являются Мо и Дедушка Симпсон, в этой истории погибший и реинкарнировавший в автомат-тест на любвеобильность. Дедушка решает помочь Мо познакомиться с девушкой, зашедшей в таверну. Благодаря ему Мо уговаривает девушку пойти с ним на свидание. Боясь оплошать, Мо приводит с собой и автомат-Дедушку. Поначалу он продолжает давать дельные советы, но после того, как хулиганы Джимбо, Дольф и Керни избили автомат (он сказал, что Керни — гей), он выдал Мо «сказать девушке, что у неё красивая попка». Разумеется, за это Мо получает тарелкой по голове и очень злится на аппарат. Тут его замечает та же девушка и тогда Мо сознается ей, для чего ему был нужен автомат-Дедушка. Но девушка была очень рада, что Мо так заботился об их счастье, а значит, работа Дедушки здесь выполнена.

### The Simpson Family Smile-Time Variety Hour
(рус. Варьете семьи Симпсонов «Улыбка»)
Третьим, и завершающим спин-оффом является Варьете «Улыбка» от Симпсонов в исполнении Гомера, Барта, Мардж и Мэгги. Лиза участвовать в варьете по неизвестным причинам отказалась, но её заменила местная секс-бомба, имя которой не указывается. Варьете полно разнообразных скетчей, включая фантазию на тему, если бы Симпсоны были бобрами, а начальником Гомера был скунс. Подтанцовкой занимаются Джаспер Бэрдли и Вэйлон Смитерс.
В завершение всего Трой рассказывает зрителям о том, что же их ждет в девятом сезоне: например, как Гомер превратит Лизу в жабу, Барт встретится с двойником, Сельма трижды выйдет замуж (за Ленни, Человека-Шмеля и аниматора — мышь Щекотку), и как Гомер встретится с маленьким пришельцем, отдаленно напоминающим Газу из «Флинтстоунов»…